# Jérémy Perbet
Pour les articles homonymes, voir Perbet.
Jérémy Perbet, né le 12 décembre 1984 au Puy-en-Velay en France, est un footballeur français qui joue au poste d'attaquant.

## Biographie
Malgré une très belle saison 2005/2006 en National (troisième division), où il s'affirme comme le meilleur buteur de la division avec un total de 23 buts à  l'AS Moulins, Jérémy Perbet ne parvient pas à s'imposer dans la foulée au niveau supérieur.
Il poursuit sa carrière au RC Strasbourg, qui le prête au club belge du Sporting de Charleroi, puis au SCO Angers.
Après un passage par les clubs belges de l'AFC Tubize et du KSC Lokeren, Perbet rejoint un autre club belge, le RAEC Mons. En 2011, il participe activement à la remontée du club en première division grâce à ses 14 réalisations en autant de rencontres lors de la deuxième partie de saison.
Il explose lors de la saison 2011/2012 en inscrivant 25 buts en 29 rencontres en Division 1 belge. Il dépasse alors le record de buts marqués par un Français dans la Jupiler League, détenu depuis 1986 par Jean-Pierre Papin (20 buts). Grâce à ces résultats époustouflants, il devient meilleur buteur du championnat et chouchou des supporters montois.
En janvier 2013, il est prêté par Mons avec option d'achat au club espagnol de Villareal, en Liga Adelante.
En juin 2013, il signe définitivement avec le club espagnol, qui vient tout juste d'obtenir son billet pour son retour en Liga.
Le 8 juillet 2014, il quitte Villareal pour le championnat turc en s'engageant au İstanbul Başakşehir FK.
Le 31 août 2015, le club turc prête le joueur au club belge du Sporting de Charleroi pour une durée d'un an, sans option d'achat. Avec 22 buts au compteur, Perbet termine le championnat en tant que meilleur buteur.
Le 29 juin 2016, il retourne en Belgique mais cette fois à La Gantoise où il signe pour trois ans.
Le 1er juillet 2017, il signe un contrat de 2 ans avec le Club Bruges KV.
N'ayant joué qu'un seul match avec le club de la Venise du nord et relégué comme 4e voire 5e attaquant, il quitte Bruges et rejoint le KV Courtrai en prêt sans option d'achat le 30 août 2017.
Après une bonne saison à Courtrai (10 buts en championnat et 3 en coupe), il revient à Bruges mais signe son retour au Sporting de Charleroi le 27 juin 2018. Il y a signé un contrat portant sur 3 saisons.
Durant la saison 2018-2019, Jeremy Perbet est considéré comme un "joker de luxe". S'il n'est pas le titulaire, il marque 8 buts en championnat, ce qui est correct pour un remplaçant.
Durant la saison 2019-2020, Jeremy Perbet est prêté à OHL.
Durant ce prêt, il retrouve plus de temps de jeu et marque 6 buts en championnat. Ses bonnes prestations font qu'il quitte définitivement le Sporting de Charleroi et signe pour une saison à OHL le 14 juillet 2020.
Pourtant, Jérémy Perbet ne joue que 2 matches lors de la saison 2020-2021. Le noyau louvaniste étant trop rempli, Perbet est écarté dès le mois d'octobre du noyau A.
Le 16 avril 2021, il signe pour 2 saisons au RFC Liège.
Sans club depuis six mois, âgé de 40 ans, il prend la peine de réfléchir et de faire le point et décide de raccrocher définitivement les crampons le 26 juin 2025.

## Statistiques
|           |                           |          | Championnat | Championnat | Championnat |
| Saison    | Club                      | Pays     | Matchs      | Buts        | Division    |
| --------- | ------------------------- | -------- | ----------- | ----------- | ----------- |
| 2003-2004 | Clermont Foot             | France   | 26          | 4           | D2          |
| 2004-2005 | Clermont Foot             | France   | 32          | 5           | D2          |
| 2005-2006 | Clermont Foot             | France   | 2           | 0           | D2          |
| 2005-2006 | AS Moulins                | France   | 33          | 23          | D3          |
| 2006-2007 | RC Strasbourg             | France   | 7           | 1           | D2          |
| 2007-2007 | Sporting de Charleroi     | Belgique | 13          | 6           | D1          |
| 2007-2008 | SCO Angers                | France   | 11          | 0           | D2          |
| 2008-2009 | AFC Tubize                | Belgique | 31          | 13          | D1          |
| 2009-2010 | AFC Tubize                | Belgique | 16          | 11          | D2          |
| 2009-2010 | KSC Lokeren               | Belgique | 6           | 0           | D1          |
| 2010-2011 | KSC Lokeren               | Belgique | 2           | 0           | D1          |
| 2010-2011 | RAEC Mons                 | Belgique | 14          | 14          | D2          |
| 2011-2012 | RAEC Mons                 | Belgique | 29          | 22          | D1          |
| 2012-2013 | RAEC Mons                 | Belgique | 21          | 12          | D1          |
| 2013      | Villarreal Club de Fútbol | Espagne  | 18          | 11          | D2          |
| 2013-2014 | Villarreal Club de Fútbol | Espagne  | 26          | 10          | D1          |
| 2014-2015 | İstanbul Başakşehir FK    | Turquie  | 22          | 4           | D1          |
| 2015-2016 | Sporting de Charleroi     | Belgique | 23          | 13          | D1          |
| 2016-2017 | KAA La Gantoise           | Belgique | 27          | 10          | D1          |

## Distinctions personnelles
- Meilleur buteur du Championnat de National 2005-2006 (23 buts inscrits) avec l'AS Moulins.
- Meilleur buteur de la Jupiler Pro League 2011-2012 (25 buts inscrits) avec le RAEC Mons.
- Meilleur buteur de la Jupiler Pro League 2015-2016 (22 buts inscrits) avec le Royal Charleroi Sporting Club.
- Vainqueur du trophée VOOfoot-DH du Joueur de l'Année 2012 avec le RAEC Mons[8].
- Meilleur buteur de la D1 Amateur 2021-2022 (24 buts inscrits) avec le RFC Liège.
- Meilleur buteur de la D1 Amateur 2022-2023 (31 buts inscrits) avec le  RFC Liège.